# جورگ بود (بازیکن فوتبال)
جورگ بود (انگلیسی: Jörg Bode؛ زادهٔ ۲۲ اوت ۱۹۶۹) بازیکن فوتبال اهل آلمان است.
از باشگاه‌هایی که در آن بازی کرده‌است می‌توان به باشگاه فوتبال آگسبورگ، باشگاه فوتبال هامبورگ، و باشگاه فوتبال آرمینیا بیله‌فلد اشاره کرد.
وی همچنین در تیم‌های ملی فوتبال زیر ۲۱ سال آلمان و زیر ۲۳ سال آلمان بازی کرده‌است.